# Омаж
Омаж (лат. Homagium) је био акт којим је стваран феудални однос у средњовековном друштву. У данашњем смислу ова реч се користи као синоним за „почаст”, „одавање поште”, „поштовање” или као назив за организовану свечаност у част неког истакнутог ствараоца или неког историјског или културног догађаја.

## Омаж
Односи сениора и вазала проглашавани су на церемонији познатој као заклињање на верност (fidelitas) и омаж (homage). Вазал би тада клекао пред сениора, положио своје руке на његове и заклео се да ће га верно служити. Сениор му је често давао комад земље као симбол даровања феуда. Разлика између заклетве и омажа није сасвим утврђена. Највероватније је да се заклетва односила на успостављање личног односа, а омаж се односио на феуд. Омаж вазала као противвредност има инвеституру или предају феуда. 